# Melanoxylon brauna
A braúna (Melanoxylon brauna) é uma espécie de árvore pertencente a família das fabáceas e caracterizam-se como secundárias iniciais por necessitarem  de exposição contínua ao sol (heliófitas), o que explica o fato de se estabelecerem em clima quente e úmido, além do seu alto potencial de crescimento podendo variar entre 20 e 25 metros. Apresentam casca com coloração parda e flores com hipanto curto e campanulado, estas últimas, aprensentam coloração amarelada e ocorrem entre fevereiro e maio.
Os frutos encontram-se em estado de maturação no período de agosto a novembro ficando com tonalidade castanha, compondo-se de vagens com sementes em seu interior, sendo estas envoltas por uma membrana fina que permite sua dispersão através do vento (anemocóricas). A germinação ocorre entre 20 e 35 °C,  de modo que altas temperaturas facilitem a entrada de água no interior das sementes em função do enfraquecimento de sua parede celular.
Casca utilizada em curtumes, para extração de tintura negra e, como a seiva, em medicina e na indústria. Possui ainda folhas imparipenadas, grandes flores amarelas, em panículas, e frutos cilíndricos, grossos e tomentosos. Também é conhecida pelos nomes de árvore-da-chuva, braúna-preta, canela, canela-amarela, coração-de-negro, maria-preta, maria-preta-da-mata, maria-preta-do-campo, muiraúna, paravaúna, parovaúna, perovaúna e rabo-de-macaco.

## Ocorrência
São encontradas no bioma Mata Atlântica, sendo uma espécie endêmica do Brasil. Ocorrem no estado de Minas Gerais e do litoral de São Paulo, passando pelo Rio de Janeiro e Espírito Santo até o litoral sul da Bahia, evidenciando sua ocorrência em florestas semidecíduais e submontana.

## Usos
Devido a rígidez de seu tronco, a braúna possui grande valor econômico, sendo utilizada principalmente em ambientes externos, na construção de cercas em propriedades rurais, assim como o madeiramento de telhados, instrumentos musicais, pisos, e outros.

## Informações ecológicas
Distribuem-se comumente em locais altos e de difícil acesso, o que infelizmente viabilizou a sua colocação entre as árvores ameaçadas de extinção, tornando a uma espécie forçada a raridade devido a sobre exploração do homem, para fomentar seus interesses comerciais.